# Wilhelm Simson
Wilhelm Simson (* 16. August 1938 in Köln) ist ein deutscher Chemiker und Wirtschaftsmanager.

## Werdegang
Nach seinem Abitur, das er 1959 in Ingolstadt machte, und dem Wehrdienst studierte er an der Ludwig-Maximilians-Universität München (LMU) Chemie. 1968 wurde er in München zum Dr. rer. nat. promoviert. Seine erste Arbeitsstelle trat er im gleichen Jahr bei der Münchener Diamalt AG an. Drei Jahre war er für die Bereiche Labor, Anwendungstechnik und Produktion zuständig. 1971 ging Simson dann als Bereichsleiter für Fahrzeuglacke zu ICI Lacke-Farben nach Hilden. 1978 wurde er Mitglied der Geschäftsführung des Unternehmens und 1982 Vorsitzender der Geschäftsleitung. Von 1984 bis 1987 war er bei der britischen Muttergesellschaft in Slough als Visiting Director. 1987 wurde er zum Senior Executive Director der Imperial Chemical Industries, mit der Zuständigkeit für die Bereiche Forschung, Entwicklung und Anwendungstechnik, berufen. 1989 ging er zurück nach Deutschland und wurde Vorstandsmitglied der SKW Trostberg AG, mit den Verantwortungsbereichen Landwirtschaft, Industrie- und Feinchemie. 1991 wurde er Vorstandsvorsitzender von SKW Trostberg. Diese Position hatte er bis 1998 inne. In diesem Jahr wurde er zum Vorstandsvorsitzenden der VIAG AG, der damaligen Muttergesellschaft von SKW Trostberg. Nach der Fusion der VIAG mit der VEBA AG zu E.ON wurde Simson gemeinsam mit Ulrich Hartmann Vorstandsvorsitzender der neugegründeten Aktiengesellschaft. Beide wurden im Mai 2003 durch Wulf Bernotat abgelöst. Simson wechselte daraufhin in den Aufsichtsrat des Unternehmens. Er war außerdem im Aufsichtsrat von Hochtief. Von 1. Januar 2006 bis Juni 2009 war er zudem im Aufsichtsrat der Merck KGaA.
Seit Februar 1998 ist Simson Honorarprofessor für Technische Chemie an der LMU. 1996 erhielt er das Bundesverdienstkreuz. Er ist zudem Träger des Bayerischen Verdienstordens und Ehrensenator der Universität Passau (November 2003). Von Oktober 2001 bis Oktober 2003 war Simson Präsident des Verbandes der Chemischen Industrie.
Wilhelm Simson ist verheiratet, hat zwei Kinder und lebt in München und Trostberg.